# Зун-Торей (станция)
Зун-Торе́й — железнодорожная станция 4 класса на Южном ходе Забайкальской железной дороги Читинского региона. Находится в посёлке при станции Зун-Торей в Борзинском районе Забайкальского края, входящий в сельское поселение «Новоборзинское».

## География
Станция расположена на участке железной дороги Карымская — Борзя. Расстояние до узловых станций (в километрах): Карымская — 241, Борзя — 6.
Соседние станции (ТР4): 944613 Шерловая, 944632 6540 км.
Станция доступна с автотрассы А-350 Чита — Забайкальск.

## Коммерческие операции
О	Посадка и высадка пассажиров на (из) поезда пригородного и местного сообщения. Прием и выдача багажа не производятся.